# آرادو ئی. ۵۶۰
آرادو ئی. ۵۶۰ (به انگلیسی: Arado_E.560) یک هواگرد از نوع بمباران تاکتیکی ساخت شرکت در آلمان است. در مجموع، تعداد صفر فروند از این هواگرد ساخته شده‌است.
طراح این هواگرد، آرادو فلوکتسایک‌ورک مهندس آلمانی بود.